# Filme musical
Filme musical é um estilo de filme, no qual a narrativa se apoia sobre uma sequência de músicas coreografadas, utilizando música, canções e coreografia como narrativa predominante ou exclusivamente. O filme musical não é tanto um gênero e sim forma, ou na língua inglesa, gênero de estilo, como documentários, curtas etc., embora ambos sejam o tempo todo confundidos e haja controvérsia. Um musical significa apenas que os personagens cantam, não tem um gênero específico, pode muito bem ser uma comédia, drama, fantasia, terror etc.

## Origem da linguagem
O teatro — drama de palco — é geralmente visto como pai incontestável dos musicais de cinema. Desde a Grécia Antiga, artistas faziam colaborações entre teatro e música. O caráter performático de ambas exigia tanto um nível de interpretação dramática por parte do músico/cantor, quanto melodia por parte do ator. O próprio termo “orquestra” significava o espaço entre a cena e o público, nos anfiteatros gregos. Ali eram feitas as evoluções do coro, responsável pela condução da narrativa. Música também foi executada em cena, desde muito cedo, e servia tanto para pontuar momentos dramáticos quanto na forma de canção incluída no texto.
No final do século XVI, surgiu em Florença o tipo de encenação e canto que deu origem à ópera, o grande gênero musical da cultura europeia. A narrativa da ópera, composta de diversos elementos musicais como abertura, ária, coro, apoteose e final, dita os primeiros parâmetros do que será a linguagem do musical-espetáculo. Suas temáticas são majoritariamente retiradas da mitologia greco-romana ou da antiguidade oriental (Aída, Semirâmide, Nabucodonosor II, Dido). Já no século XIX, os alemães e ingleses são os primeiros a usar temas medievais ou contemporâneo-populares. Os compositores italianos (ou por eles influenciados, como Haendel) lideraram, no século XVII, a sofisticação da linguagem, da narrativa e das temáticas operísticas (que Puccini e Verdi renovarão no século XIX).
Em oposição à chamada Grande Ópera (ou opera seria), majoritariamente italiana, vão surgindo inúmeros e crescentes movimentos que buscam maior simplicidade, comicidade e adequação à realidade popular, em vários países europeus (as zarzuelas espanholas e as Singspielen alemãs, por exemplo). Talvez não casualmente, essas “popularizações” do gênero operístico acompanham o desenvolvimento da revolução industrial no local respectivo. Tanto que uma das maiores obras do que viria a ser chamado de burlesco (burlesque), ópera-bufa ou, finalmente, operetta, nasce em 1728 na Inglaterra: a “Ópera dos Mendigos”, de John Gay.
A obra, que se pretendia uma paródia às óperas de Haendel, foi um sucesso estrondoso e acabou por forçar o compositor alemão a fechar seu teatro. Mais que isso, impulsionou o movimento de sátira ou reação ao elitismo. Daí em diante, a opereta torna-se um gênero extremamente popular em Londres (onde fica famoso pelo West End) e é exportado pelos imigrantes para Nova Iorque (onde desde o início ocupa a Avenida Broadway).
São estas duas cidades, Nova Iorque e Londres, que servem de berço ao gênero e onde até hoje estreiam os musicais de grande porte. Faz a ponte entre elas, por volta de 1870, uma dupla de ingleses que dita as bases do musical contemporâneo. William Gilbert e Arthur Sullivan compuseram juntos 14 peças, e sua grande inovação foi aliar música, letras e enredo num único conjunto. A narrativa não seria interrompida para uma canção, e sim a própria canção, pelas letras e pela melodia, ajudaria a carregar a narrativa (mais tarde há uma regressão neste aspecto). Continuam na América as Vaudevilles, teatros de revista (inclusive no Brasil, com o trabalho pioneiro de Chiquinha Gonzaga), e predominam as operetas até o advento do cinematógrafo, no limiar do novo século.

## Primeiros musicais e Era de Ouro
Mesmo inicialmente sem som, o cinema se preocupará em registrar espetáculos teatrais, inclusive de dança, como é o caso do pioneiro “O Dançarino Mexicano”, de 1898. Trata-se, desde o início, de um projeto de reproduzir e distribuir outras formas de arte, direcionando-as para as massas — com um inegável propósito comercial, é claro.
Os curtas-metragens musicais foram feitos por Lee de Forest em 1923–24. A partir de 1926, milhares de shorts foram produzidos, muitos deles apresentando bandas, vocalistas e dançarinos. Os primeiros filmes de longa-metragem com som sincronizado tinham apenas uma trilha sonora e efeitos sonoros ocasionais que eram exibidos enquanto os atores retratavam seus personagens da mesma forma que em filmes mudos: sem diálogo audível.
Após os primeiros trinta anos do cinema, aparece em 1927 o primeiro filme com trilha sonora gravada e sincronizada: “'O Cantor de Jazz”, não por acaso um musical, conta a história de um pretendente a cantor que sofre preconceito dos jazzistas tradicionais por ser branco. O ano de 1927 é duplamente marcante para o musical-espetáculo. Na técnica, surge a possibilidade de realizar filmes sonoros. Na linguagem, o espetáculo “ Show Boat” revoluciona a narrativa do gênero musical, amarrando intrinsecamente as letras à trama e inovando nas temáticas abordadas (conflito racial, alcoolismo, vício em jogo, e tudo sem final-feliz).

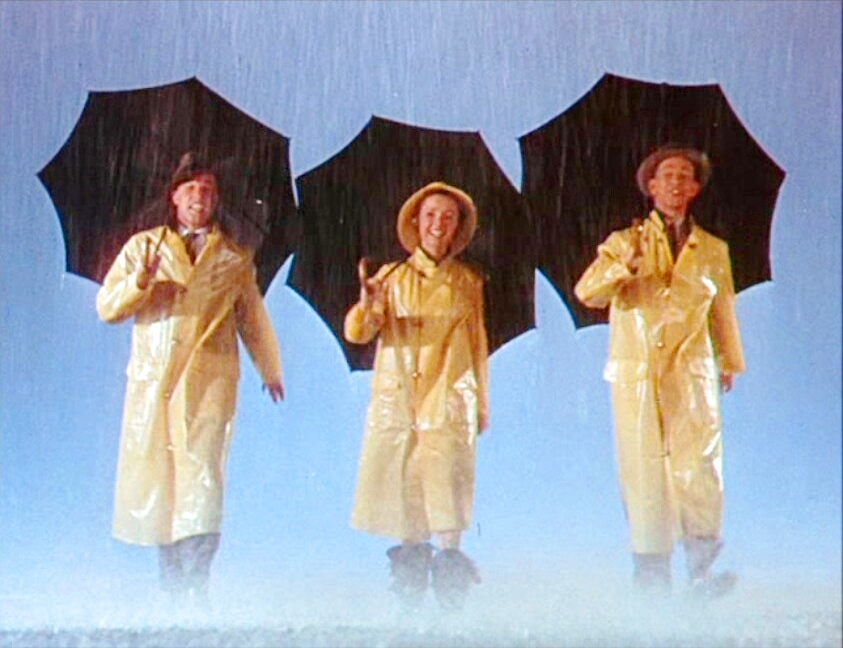
Cantando na Chuva, comumente considerado o melhor musical de todos os tempos.

Imediatamente, os produtores enxergam a possibilidade de se investir num novo gênero. Em apenas dois anos, já são 80 títulos produzidos em musicais, e o número aumenta para 104 em 1930. Muitas das primeiras produções, no entanto, não são narrativas construídas através da música, e sim sobre a música — muitas vezes composições já existentes e populares, aproveitadas para embalar o filme em seu sucesso. Já nesse estágio, é uma apropriação da indústria cultural por ela própria. Outros títulos, no entanto, são apresentações filmadas dos sucessos musicais da Broadway, como “Rio Rita” (1930). Apesar de rara, nos primeiros anos, este tipo de releitura transforma-se em pouco tempo no modelo de produção, completando um ciclo quase natural de sucesso na indústria cultural: obras literárias são adaptadas para peças; peças para musicais de palco; musicais para filmes. Nasce nesse momento o cinema musical-espetáculo.
A chamada “Era de Ouro dos Musicais” inicia-se logo após a II Guerra Mundial e vai até os primeiros anos da década de 1960. São dessa época as produções mais monumentais e bem-sucedidas no aspecto financeiro (e memorável), como “Cantando na Chuva (Singing in the rain)”, “Oklahoma!”, “South Pacific”, “O Rei e Eu” (The King and I), “Cinderela em Paris” (Funny Face), “Gigi” (Gigi), “Amor, Sublime Amor” (West Side Story), “A Noviça Rebelde” e a notória dupla concorrente de 1965: “Mary Poppins” e “ My Fair Lady”.

### Elvis Presley e os musicais

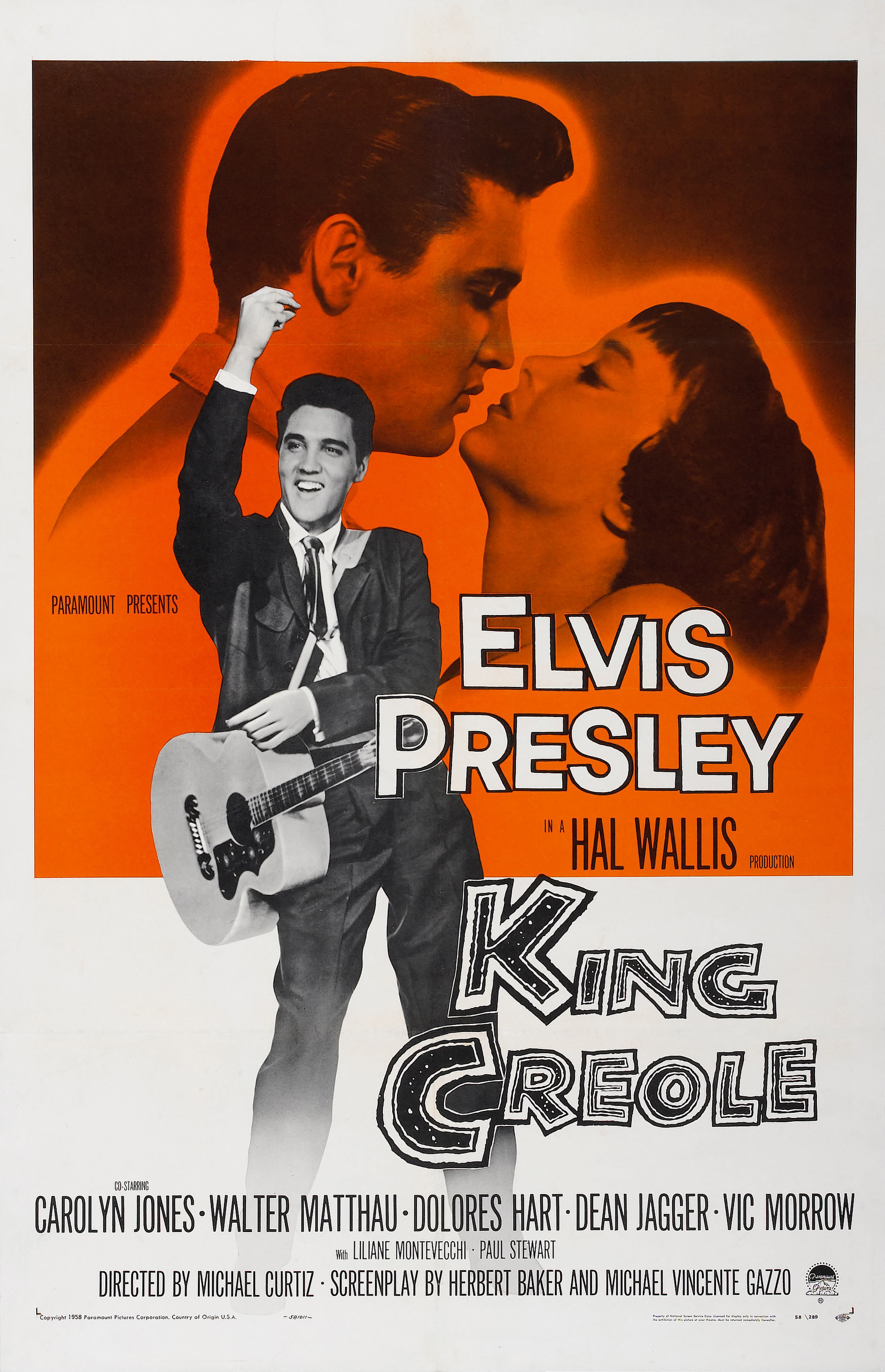
Pôster de King Creole

Elvis Presley pode ser considerado um dos maiores nomes nesse gênero tão tradicional. Sem dúvida que alguns filmes são ruins, tanto os próprios filmes, quanto a trilha sonora, talvez não por culpa dele, mas sim, da imposição de seu empresário, quanto pelos executivos dos estúdios de Hollywood.
Mas de qualquer forma existe um outro lado que inexplicavelmente é pouco divulgado, o lado dos grandes filmes, não só músicas, mas também na comédia, faroeste e até drama. De qualquer forma, vamos nos ater aos musicais, os seguintes filmes são considerados bons ou ótimos, tanto pelas coreografias, músicas e principalmente a participação de Elvis.
- Love Me Tender
- Loving You
- Jalilhouse Rock (1957) - O prisioneiro do Rock (BR) - Diretor: Richard Thorpe - A cena onde Elvis dança na prisão é considerada uma das primeiras com a linguagem de um vídeo clipe musical, que por sinal, foi idealizada pelo próprio Elvis. Esse verdadeiro clássico do rock no cinema entrou para o Registro Nacional de Filmes dos Estados Unidos em 2004.
- King Creole - Balada Sangrenta (BR) - Diretor: Michael Curtiz (Casablanca) - Considerado um dos melhores de sua carreira, tanto no drama, quanto na parte musical.
- G.I. Blues
- Blue Hawaii
- Wild in The Country
- Kid Galahad
- Follow That Dream
- Fun In Acapulco(1963) - O Seresteiro de Acapulco (BR)
- Viva Las Vegas (1964) - (Amor a toda velocidade (BR) - Um de seus melhores musicais, que foi dirigido por George Sydney, um dos maiores especialistas no gênero.
- Roustabout

Portanto, esse são alguns exemplos, de que quando lhe foi dada oportunidade, Elvis realizou grandes momentos no cinema, principalmente no musical, esse outro lado começa a ser divulgado com mais ênfase nos últimos anos. Alguns fãs consideram essa divulgação primordial para que as pessoas conheçam os dois lados da "moeda", e possam saber que Elvis fez bonito no cinema.

## Musicais pós-Era de Ouro
Na virada para os anos 1970, os musicais deixaram de despertar interesse do grande público e caíram em popularidade, principalmente por causa da Nova Hollywood, que buscava quebrar com a Era de Ouro ao fazer filmes mais sofisticados, inspirados no cinema europeu e que dialogassem com a sociedade da época, além de oferecerem uma visão mais crítica da sociedade no geral. Nesse contexto, o musical ficou associado aos espetáculos e extravagâncias da Velha Hollywood e caiu em popularidade. Mesmo assim, Hollywood conseguiu produzir alguns musicais que se encaixassem com a proposta da Nova Hollywood e obtiveram êxito como Cabaret (1972), vencedor de oito Óscars, que retrata na Alemanha Nazista, uma cantora e dançarina estadunidense que se envolve ao mesmo tempo com um professor inglês e um nobre alemão. All That Jazz (1979), vencedor de quatro Óscars, que é um relato semiautobiográfico da vida de Bob Fosse que venceu o Óscar, Tony, Grammy e Emmy. Os musicais da mundialmente famosa Barbra Streisand, conseguiram um êxito modesto de público como a canção tema do filme The Way We Were (1973), ficando no topo das paradas musicais. Ainda nessa década de 1970, houve musicais que na época foram um fracasso de crítica mas caíram no gosto do público como The Rocky Horror Picture Show (1975) e Grease (1978), os dois hoje são clássicos e Grease é a maior bilheteria de um musical na América do Norte. A década também viu fracasso de grandes produções como The Wiz (1978), que apesar de ter um elenco grandioso incluindo figuras como Michael Jackson e Diana Ross e a direção do veterano Sidney Lumet, além das indicações ao Óscar, o filme foi um fracasso de bilheteria e crítica, embora com o passar do tempo tornou-se um filme cult entre a população negra dos EUA e entusiastas.
Na década de 1980 o ritmo foi mais fraco, produções notáveis incluem Fama, que foi bem recebido pela crítica mas um fracasso de público. Filmes que deixaram as canções apenas como pano de fundo enquanto se focam na dança foram populares nos anos 1980, como Dirty Dancing (1987) e Flashdance (1983) e são por vezes considerados musicais embora os personagens não cantem. Com o desmantelamento da URSS, que culturalmente tem início com a Perestroika em 1985, já começa uma nova leva de musicais-espetáculo, com inovações em forma e conteúdo. A Globalização exige uma nova estética, mais plural, múltipla, cosmopolita. O musical-espetáculo ganha ares de videoclipe. Neste período proliferam as paródias (Cry Baby (1990), de John Waters, ou os pastelões-musicais de Mel Brooks) e releituras (Evita (1997) amplia a narrativa ao extremo tom épico). Esses filmes não foram grandes sucessos mas ganharam o estatuto cult com o passar do tempo. O musical pós-moderno serve de reforço à multiplicidade, ao pastiche, ao mix dos referenciais e à valorização da hiperinformação. Na década de 1990 era muito raro um filme musical, como é hoje, porque criou-se o ditame que o público não gosta do gênero por causa das baixas bilheterias desse tipo de filme. No entanto, a Walt Disney Pictures obteve um êxito incrível de bilheterias com suas animações musicais nos anos 1990, no período conhecido como Renascimento da Disney, que inclui A Pequena Sereia (1989), A Bela e a Fera (1991), Aladdin (1992) e O Rei Leão (1994), que na época foi a segunda maior bilheteria de todos os tempos, arrecadando mais de 700 milhões ao redor do mundo.
O filme Moulin Rouge! (2001), que foi o primeiro musical em 23 anos a ser indicado a Melhor Filme no Óscar, contribuiu para um reavivamento modesto do gênero. Esse reavivamento culminou em Chicago (2002), sucesso de público e crítica que venceu seis Óscars, incluindo Melhor Filme. Foi o primeiro musical a vencer o prêmio desde Oliver!, em 1968. O sucesso de Chicago trouxe outras adaptações da Broadway que estavam engavetadas por falta de confiança no seu sucesso como O Fantasma da Ópera (2004), indicado a três Óscars, Dreamgirls (2006), indicado a seis Óscars e vencedor de melhor atriz coadjuvante para Jennifer Hudson. Mesmo com esses êxitos, o musical continua sendo uma produção menos frequente por que custa muito e sua bilheteria é incerta. Um exemplo é Nine (2009), que custou 80 milhões de dólares para ser feito e arrecadou apenas 53 milhões na bilheteria. Uma forma de musical que cresceu no século XXI é o musical independente, de baixo orçamento, que consegue recuperar o dinheiro investido nas bilheterias, talvez pela falta de investimento que os musicais recebem dos estúdios. Um grande exemplo é o irlandês Once (2007), vencedor de melhor canção original no Óscar e aclamado pela crítica.
A Disney, que havia deixado o gênero de lado também o retomou com Encantada (2007), sucesso de público e crítica teve três canções indicadas ao Oscar 2008, que levou a Academia proibir que um filme recebesse mais de duas indicações na categoria de melhor canção original. O fato já havia ocorrido antes com as animações O Rei Leão e A Bela e a Fera, ambas também da Disney. A companhia também retomou sua fórmula musical nas animações, A Princesa e o Sapo (2009), Tangled (2010) e Frozen (2013). Frozen foi um grande sucesso de público e crítica, arrecadou mais de um bilhão de dólares sendo a animação com maior bilheteria de todos os tempos e consequentemente, o musical mais bem sucedido de todos os tempos.
Nos live-action, a maior bilheteria de um musical em todos os tempos é a comédia com canções da banda ABBA, Mamma Mia! (2008), adaptação da Broadway, que apesar da recepção morna da crítica foi amado pelo público e arrecadou mais de 600 milhões ao redor do mundo. Um musical live-action de recente sucesso é adaptação para os cinemas de Os Miseráveis (2012), que arrecadou mais de 400 milhões ao redor do mundo e é o primeiro musical desde Chicago indicado a Melhor Filme no Óscar.
Em 2016 houve a estreia de La La Land, filme que alcançou grande êxito em crítica e bilheteria, sendo um verdadeiro sucesso e agradando até os não amantes do gênero. O filme foi indicado em diversas categorias do Oscar 2017, conquistando seis das treze categorias em que foi indicado. Porém, o filme ficou marcado por uma confusão realizada na entrega do Oscar de Melhor Filme. O envelope com o nome de Emma Stone (protagonista do filme e vencedora do Oscar de melhor atriz) foi entregue à Warren Beatty e Faye Dunaway, apresentadores do prêmio. A confusão foi desfeita com o elenco no palco e foi anunciado que Moonlight havia vencido a categoria.

### Análise
Talvez uma exceção ao modelo seja o trabalho de Bob Fosse, coreógrafo e diretor de “Cabaret”, “Chicago” e “All That Jazz” (este último, inspirado nas dificuldades de realização do segundo). Fosse não utiliza a inserção da música e da coreografia no campo diagético, forçando uma separação entre a trama e as canções. Ou seja, ninguém sai cantando e dançando no meio da calçada. Há sempre um palco que justifique o show—de uma certa forma, eliminando a aura fantástica e a grandiloquência do espetáculo.
Mesmo assim, predominam os modelos anteriores, e são filmados ainda “Um Violinista no Telhado”, “Annie, a Pequena Órfã” (baseado em peça baseada nos quadrinhos), “Victor ou Victoria” e “A Chorus Line”. Mas, quando se chega aos anos 1980, a fórmula já parece esgotada.
Um dos sinais de caducidade do modelo clássico do musical-espetáculo é a valorização dada a montagens do circuito dito "alternativo" das produções teatrais — o chamado off-Broadway. Começam a ser filmadas peças que lidam com temas incomuns ou tabus (humor negro, terror, sexo), como “A Pequena Loja dos Horrores”, “The Rocky Horror Picture Show” e “Hair!”. A própria música já vinha sofrendo interferências com novos estilos (rock, disco, eletrônicos), como o trabalho do grupo The Who em “Tommy!” ou Andrew Lloyd Webber em “Jesus Cristo Superstar”, ou ainda o esquecido “Xanadu”.
Por outro lado, os longas de animação dos grandes estúdios (Disney, seguida de Fox, Warner e SKG/Dreamworks) acabam herdando e seguindo a estrutura e a grandiloquência dos musicais, até mesmo empregando vários compositores e letristas da Broadway. A produção Disney de 1989 a 1998, inclusive, desenvolve seu próprio Paradigma Narrativo particular, mais tarde copiado como modelo pelos concorrentes.
Ao longo da mesma década, a própria linguagem de palco transposta para a tela é submetida a experimentações. Há desde tentativas de recriação do musical ingénue dos anos 1930 (“Todos Dizem Eu Te Amo” de Woody Allen) a subversões linguísticas e temáticas (o semi-dogmático “Dançando No Escuro”, de Lars von Trier, e “Hedwig”, cuja protagonista é uma travesti). E, mais notavelmente, “Moulin Rouge!” de Baz Luhrmann abusa de efeitos de câmera e montagem, além de retomar o hábito original de utilizar músicas populares para costurar a trama, como faziam Cole Porter e Irving Berlin.

## Musical e Estados Unidos
O gênero musical floresceu principalmente nos Estados Unidos, onde havia duas estruturas de produção tipicamente industriais (e financiadas pelas maiores concentrações de grande capital disponível) — Broadway e Hollywood —, além da indústria fonográfica. O termo “musical”, muito além de um adjetivo, em geral designa especificamente a comédia musical estadunidense.
Já no período entre guerras (1918-1939), quando está ainda nascendo a linguagem do cinema, são produzidos títulos como “Strike Up The Band”, que satiriza a guerra (e, veladamente, o imperialismo econômico estadunidense) com músicas de George Gershwin. Quando os Estados Unidos entram na guerra contra o Eixo, é filmado “Yankee Doodle Dandy”, a biografia de George M. Cohan, estrela dos primeiros musicais que corria o país com peças de temas patrióticos.
Mais tarde, a disputa ideológica bipolarizada com a União Soviética (1945-1991) reforça o caráter político da cultura de massa. Além de disseminar o American Way of Life, os filmes ajudam ainda a vender os produtos e a moda do mundo capitalista (como, em “Cinderela em Paris”, o new look vestiu Audrey Hepburn). Nessa época, “Um Violinista no Telhado” mostra a perseguição russa contra judeus (quem sabe, uma associação implícita dos soviéticos com os nazistas?) e até mesmo o contestatário musical “The Wall”, do grupo Pink Floyd, ataca a repressão totalitária — em 1989, este musical seria parcialmente reencenado na “cerimônia” de derrubada do Muro de Berlim, como espetacularização de um momento histórico e político.